# Алі Шафі
Алі Хуссейн Шафі (араб. علي حسين شافي нар. 10 травня 1908, — пом. ?) — єгипетський футболіст, півзахисник.

## Клубна кар'єра
На клубному рівні виступав за «Замалек».

## Кар'єра в збірній
У складі національної збірної Єгипту виступав у 30-х роках XX століття. 
Учасник чемпіонату світу 1934 року в Італії, яку тренував шотландець Джеймс Маккре. Грав у збірній пліч-о-пліч з Махмудом Мохтаром, Мохамедом Латіфом, Абдулрахманом Фавзі та Мустафою Мансуром. На чемпіонаті світу єгиптяни зіграли один матч, в 1/8 фіналу (2:4) проти Угорщини. Алі так і не вийшов на поле в тому поєдинку.